# NGC 4732
NGC 4732 је елиптична галаксија у сазвежђу Велики медвед која се налази на NGC листи објеката дубоког неба.
Деклинација објекта је + 52° 51' 0" а ректасцензија 12h 50m 7,0s. Привидна величина (магнитуда) објекта NGC 4732 износи 13,9 а фотографска магнитуда 14,9. NGC 4732 је још познат и под ознакама UGC 7988, MCG 9-21-53, CGCG 270-26, PGC 43430.